# Terminalichus psidi
Terminalichus psidi är en spindeldjursart som beskrevs av Mohanasundaram 1983. Terminalichus psidi ingår i släktet Terminalichus och familjen Tenuipalpidae. Inga underarter finns listade i Catalogue of Life.